# NS-88
El NS-88 (Neumático Santiago 1988) fue el segundo modelo de tren sobre neumáticos del Metro de Santiago. Diseñado y construido por Concarril (hoy Bombardier Transportation México) en México. Era sólo 1 tren (formado por 5 coches) el cual circulaba por la Línea 2 del Metro de Santiago. Era la versión neumática del FM-86, pues su carrocería era del mismo diseño pero su sistema de tracción era con bogies neumáticos y no convencionales (ruedas de acero). Su alimentación eléctrica era adquirida de las barras guía (750 VCC) y no por catenaria.

## Historia

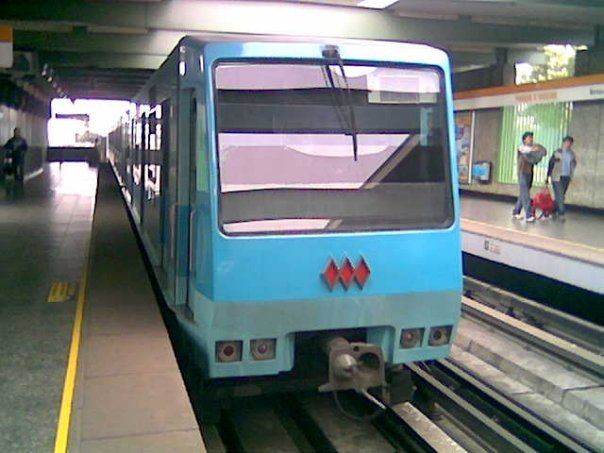
NS-88 en la estación Parque O'Higgins.

En el año 1986, un atentado terrorista en la estación Tobalaba y reivindicado por el Frente Patriótico Manuel Rodríguez (el cual dejó varios heridos y un muerto) destruyó casi en su totalidad el tren NS-74 N° 3029. Posteriormente este tren fue restaurado en el Taller Neptuno en 1990. Para afrontar esta situación, Metro de Santiago encargó la construcción del NS-88 a la empresa mexicana Concarril bajo la asistencia técnica de Alstom, llegando finalmente a Chile en 1989. Inicia sus operaciones en la Línea 1, pero debido a sus reiteradas fallas es enviado a la Línea 2. Fue dado de baja temporalmente en 2014, sin embargo volvió a operar en 2018 empezó a circular en la línea 2 del Metro de Santiago durante todo el día, por esto es fácil encontrarle en horario punta. Tras la llegada de los trenes NS-2016 fue dado de baja.[cita requerida]

## Datos técnicos
- Ancho de vía ruedas de seguridad: 1,435 mm
- Voltaje utilizado por el tren: 750 VCC
- Sistema de tracción: JH
- Sistema de Ventilación: Por ventiladores en el techo
- Fabricante: Constructora Nacional de Carros de Ferrocarril
- Procedencia: México
- Año de construcción: 1987 (P3050)
- Series Motrices: M0099 y M0100 (sólo un tren de esta serie)
- Interiores: Asientos color anaranjado y acabados interiores en blanco crema
- Pintura de la carrocería: Celeste en 2 tonos
- Monocoup: Campana eléctrica
- Formaciones posibles: 5 coches M-P-N-R-M, en donde:
  - M: Coche motor con cabina de conductor.
  - N: Coche motor sin cabina de conductor.
  - P: Coche remolque con equipo de pilotaje automático.
  - R: Coche remolque.

## Material rodante
Se le reconoce fácilmente por sus diferencias respecto al NS-74: focos ubicados en la parte inferior, brazo limpiaparabrisas superior, una delgada plataforma a los lados en cada vagón (como de un NS-93), y una placa con el texto "Concarril... construye!" en cada vagón. Como ventajas respecto al NS-74 se pueden mencionar la ventilación mejorada de 5-7 ventiladores por vagón haciéndolo especialmente agradable en verano, asientos y ventanas más robustos, y mayor fuerza de salida a plena capacidad desde andenes (aunque esto se debe a las extensas mejoras realizadas en Taller Neptuno, y no al tren en sí mismo como vino de fábrica).[cita requerida]